# Самарџија
Самарџија (седлар, ременар, сарач) је занатлија специјализован за обраду коже и гуме. Пре свега седла, кајасе, опасаче, футроле за ватрено оружје, фишеклије за ловце, новчанике, бичеве. Овај занат спада у кожарске занате. Сарачка роба се може купити и на пијацама, вашарима по Србији, нарочито када је пазарни дан.
Сарачки занат је децембра 2023. уврштени на листу Нематеријалног културног наслеђа Србије.

## Историја
Самарџија је израђивао производе ручно, а алати које користи су многобројни и подразумевају сарачко шило и иглу којом се ручно ушива, затим мноштво различитих ножева, сечива, маказа, зумби, калупа, стеге и пресе. У почетку су самарџије сами прерађивали и припремали кожу, затим су је набављали од варги, а на послетку су почели да користе фабрички обрађену кожу. У Војводини сарачи су најчешће израђивали опрему за коње. Пре индустријализације свако домаћинство је имало коње и волове, који су коришћени за обраду земљишта и вучу. Међутим, модернизацијом и потискивањем коњске запреге број сарача се смањио, а данас је овај занат веома редак.
Данас, неизбежна пластика, потискује предмете од коже. Јер предмети од коже траже много стручног, људског рада, а то им диже цену. Опасачи, новчаници, футроле за пиштоље... се све више праве од пластике, лагани су, отпорни на воду, цена им ниска. У Војводини, сарачи су највише израђивали опрему за коње, те се њихов број смањивао модернизацијом и потискивањем коњске запреге из саобраћаја.

## Галерија
- Коњ за шивање појасева. Дрвени шкрипац или вилица за рад са кожом која је причвршћена за сједиште или клупу типа седла. Има ножну педалу и кожни ремен за отварање и затварање шкрипца и гвоздена шипка за подешавање ножне педале у једном положају.
- Коњ за шивање појасева, Музеј Семберије у Бијељини
- Сарачки прибор за прављење седла, Музеј Семберије у Бијељини